# Ilja Hurník

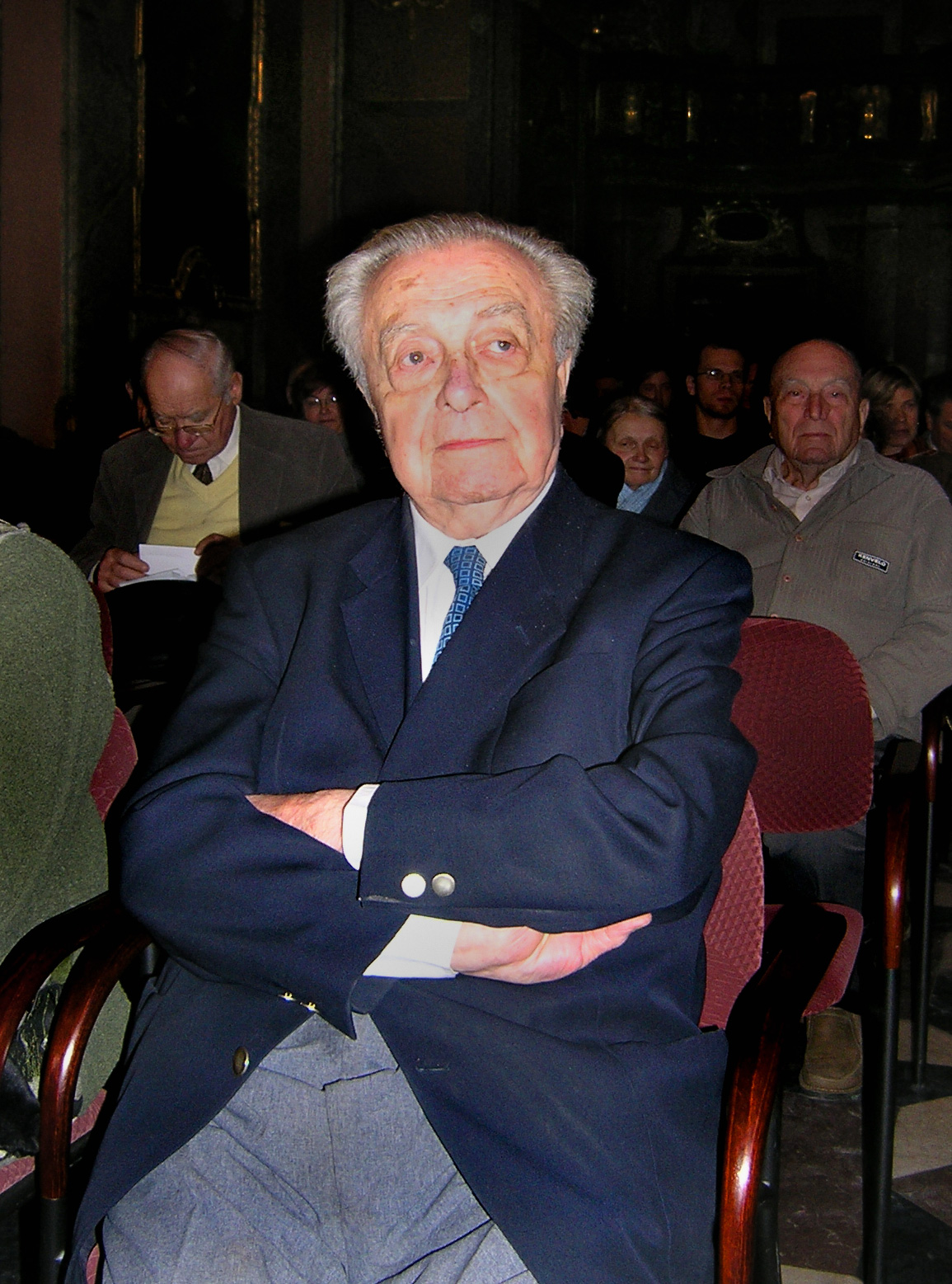
Ilja Hurník

Ilja Hurník (* 25. November 1922 in Poruba; † 7. September 2013 in Prag) war ein tschechischer Komponist und Pianist.

## Leben
Hurník studierte am Prager Konservatorium Klavier bei Vilém Kurz und Komposition bei Vítězslav Novák sowie an der Kunstakademie Prag bei Ilona Štěpánová-Kurzová. In den 1960er Jahren trat er vermehrt als Konzertpianist auf. Seit 1970 unterrichtete er am Prager Konservatorium und 1974 bis 1979 an der Kunstakademie in Bratislava.
Er komponierte fünf Opern und zwei Ballette, eine Sinfonie, ein Streicherkonzert, ein Konzert für Bläser und Pauken, ein Oboenkonzert, ein Konzert für Oboe, Cembalo und Streicher, kammermusikalische Werke, drei Orgelsonaten, Klavierwerke, Lieder und Liederzyklen, ein Oratorium, eine Messe und mehrere Kantaten.
Daneben trat er auch als Librettist und Autor von Kurzgeschichten sowie einer Autobiographie hervor. Sein Sohn Lukáš Hurník ist ebenfalls Komponist.